# Nikolaus von Pottenburg
Nikolaus von Pottenburg (Vienna, 1822 – Stoccarda, 18 febbraio 1884) è stato un diplomatico e nobile austriaco.

## Biografia

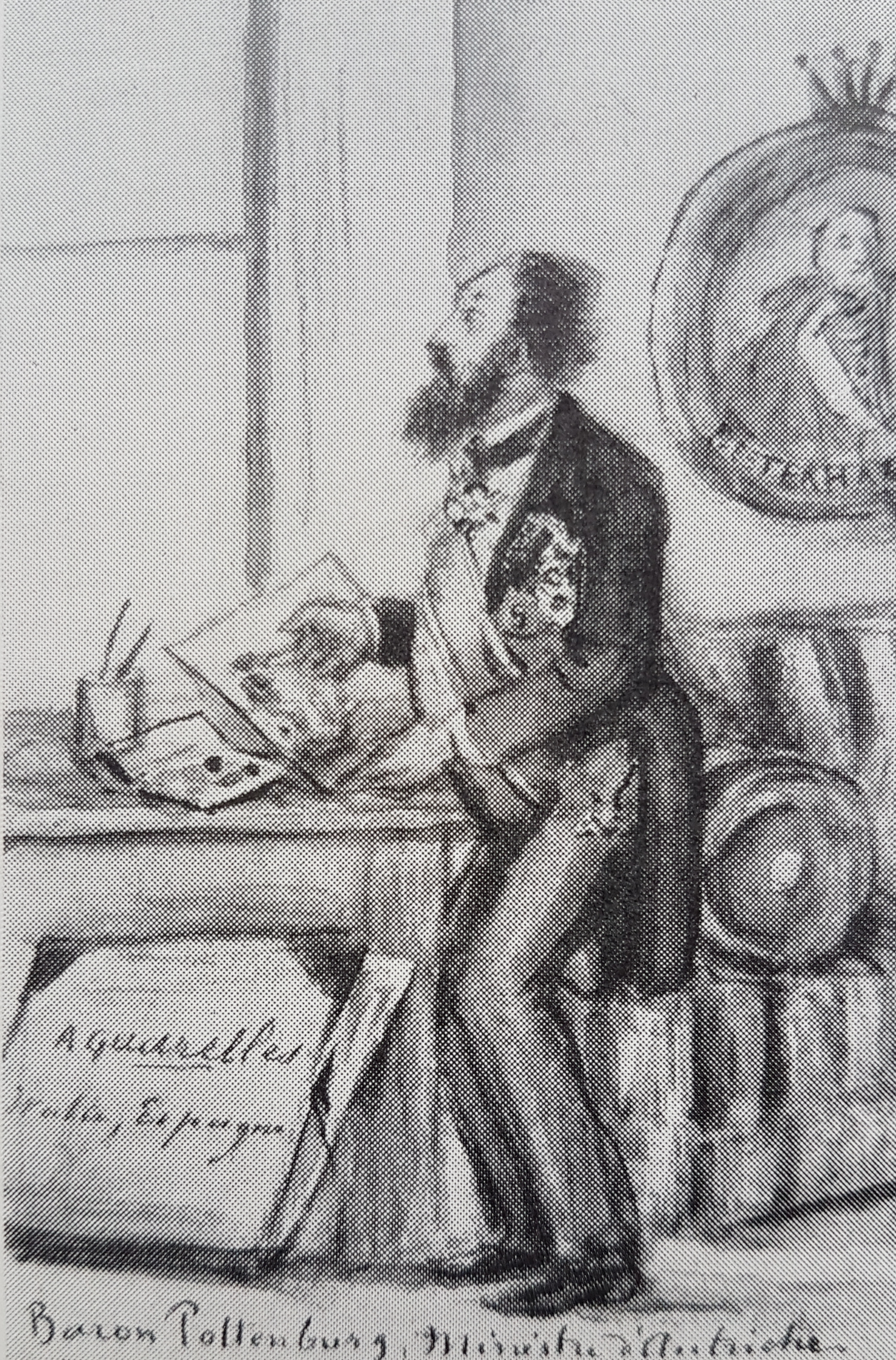
Caricatura dell'ambasciatore von Pottenburg eseguita dall'amico Fritz von Dardel

Nikolaus von Pottenburg nacque a Vienna nel 1822 e studiò legge presso l'università locale dal 1840 al 1844; in questi stessi anni intrattenne rapporti d'amicizia col poeta Alexander Julius Schindler. Nel 1844 iniziò uno stage presso l'amministrazione governativa provinciale della Bassa Austria e dal 1848 prestò servizio come segretario del conte Alberto Montecuccoli-Laderchi al fianco del conte Radetzky nel Regno Lombardo-Veneto. Dopo le rivoluzioni del 1848/1849, entrò nel ministero degli esteri austriaco e nel 1852 venne prescelto come segretario di legazione a Torino. Nel 1854, con lo stesso incarico, venne trasferito dapprima a Kassel e dal 1856 a Stoccolma. Dopo lo scoppio della seconda guerra d'indipendenza italiana nel 1859, von Pottenburg venne destinato per breve tempo alla legazione austriaca a Londra con l'intento di supportare l'alleanza tra il Regno Unito e l'Austria. Dopo ulteriori servizi nelle legazioni di Madrid e di Hannover, divenne chargée d'affaires a Karlsruhe nel 1865, riuscendo con le sue abilità diplomatiche a mantenere il governo del granducato di Baden dalla parte degli austriaci sino alla fine della guerra con la Prussia nel 1866.
Dopo la firma della pace di Praga (1866) fu dapprima chargée d'affaires a Berna, poi console generale a Bucarest (1868) nonché rappresentante austriaco presso la Commissione del Danubio. Dal 1871, con l'incarico di ambasciatore, guidò negli anni successivi numerose legazioni europee: dal 1872 fu ad Atene, dal 1874 a Stoccolma e dal 1879 a Stoccarda (con accreditamento sia nel Baden che nell'Assia-Darmstadt). Durante il suo periodo come ambasciatore in Svezia, ebbe modo di stringere rapporti d'amicizia con gli artisti Fritz von Dardel e con Christoffer Eichhorn. Nel 1870 ottenne il titolo di barone.
Von Pottenburg morì a Stoccarda nel 1884.